# Ermisenda de Bigorra
Ermesinda de Bigorra o Gisberga (1015[cita requerida] - ca. 1049) fue la primera reina de Aragón, esposa de Ramiro I.
Era hija de Bernardo Roger de Foix, conde de Foix y de Carcasona, y de Garsenda, condesa de Bigorra. Al contraer matrimonio cambió su nombre por Ermesinda, el cual tomó de su tía Ermesenda de Carcasona,  condesa consorte de Barcelona. Fue enterrada el monasterio de San Juan de la Peña.

## Descendencia
- Teresa, condesa de Provenza
- Sancho Ramírez, Rey de Aragón y de Pamplona
- Sancha, esposa de Ermengol III, conde de Urgel.
- García Ramírez, obispo de Jaca
- Urraca, monja en Santa Cruz de la Serós.